# Petey Williams
Peter Williams, detto Petey Williams (Windsor, 26 agosto 1982), è un ex wrestler canadese attualmente sotto contratto con la WWE, dove svolge il ruolo di produttore.

## Carriera

### Gli inizi (2002–2004)
Il 29 maggio 2004 vince il titolo 'IWA Mid South Heavyweight' sconfiggendo BJ Whitmer.
Il 19 settembre 2004 vince il titolo 'BCW Can-Am Television Championship' della 'Border City Wrestling Tag Team' in coppia con Bobby Roode e sconfiggendo Eddie Venom e N8 Mattson.

### Total Nonstop Action (2004–2009)
Debutta in TNA il 25 febbraio 2004 come membro della stable del Team Canada e con questo team ha preso parte al torneo 'TNA 2004 World X Cup Tournament' dove furono sconfitti dal 'Team Mexico e dal 'Team USA'.
Del Team Canada diventa il capitano nel 2006 Nell'ultimo periodo di contratto con la TNA ha svolto una gimmick di culturista e sotto la guida di "Big Poppa Pump" Scott Steiner è diventato un piccolo clone del "Genetic Freak" prendendo come ring name "Maple Leaf Muscle", "Little Petey Pump" e "The Definition of Definition".
Ha vinto per due volte il titolo X-Division (11 agosto 2004 - 15 aprile 2008).
Nella puntata di iMPACT! trasmessa il 19 febbraio combatte assieme ad Eric Young per l'ultima volta in TNA contro Robert Roode e James Storm (il tag team Beer Money, Inc.) e detentori del titolo di coppia un match "Off the Wagon Challenge" dove chi viene schienato viene anche licenziato e subisce uno schienamento da Robert Roode, tra l'altro un ex membro del Team Canada.

### Circuito indipendente (2009–2013)
Il 21 gennaio 2012 vince il titolo CLASH sconfiggendo Gavin Quinn e J. Miller in un three-way match.
Il 22 febbraio 2014 vince il titolo UCW.
Il 15 marzo 2014 vince il titolo CLASH tag team sconfiggendo Ded Vaughn ed ELK in un three-way match e utilizzando la sua finisher The Canadian Destroyer.
Tra il 2009 e il 2013 combatte anche nel Ring of Honor e dal dicembre 2010 all'agosto 2011 anche nella lucha libre ma senza vincere nessun titolo.

### Ritorno in TNA (2013–2014)
Il 12 gennaio 2013 fa il suo ritorno in TNA prendendo parte ad una registrazione di 'One Night Only: X-Travaganza special' e combattendo in un tag team con Sonjay Dutt e dove viene sconfitto dai Bad Influence (Christopher Daniels e Kazarian) e il 17 marzo prende parte alle registrazioni del pay-per-view '10 Reunion' dove gareggia in un three-way match con Sonjay Dutt e dove viene sconfitto da Kenny King. Nell'episodio di Impact del 28 marzo diventa il contendente numero 1 all' X Division Championship sconfiggendo Mason Andrews e Sonjay Dutt in un three-way match e riceve la title shot nell'episodio del 18 aprile ma viene sconfitto dal campione in carica (Kenny King) in un three-way match dove combatteva anche Zema Ion. Nell'episodio del 23 maggio affronta Joey Ryan e Suicide in una sfida per diventare il contendente numero 1 al titolo X Division Championship e vinto da Suicide con uno schienamento su Joey Ryan e al Destination X del 18 giugno di nuovo combatte contro Homicide e Sonjay Dutt per una possibilità al titolo X Division e viene sconfitto da Sonjay Dutt.
Il 12 aprile 2014 (ma trasmesso il 1º agosto) viene sconfitto da Tigre Uno e questo fu il suo ultimo match in TNA.
Il 3 giugno 2014 Petey Williams annuncia la sua intenzione di ritirarsi dal wrestling e il suo match finale avviene due giorni dopo contro Chris Sabin in un evento XICW.

## Altro
Petey Williams è stato inserito nel videogioco TNA IMPACT! come contenuto scaricabile.

## Vita privata
Petey Williams suona la chitarra e l'armonica e fa parte di una band chiamata 'The High Crusade' che comprende anche i wrestler Alex Shelley e Chris Sabin e i loro amici Adam Tatro and Chris Plumb e nel settembre 2010 è uscito l'album d'esordio intitolato It's Not What You Think.

## Personaggio

### Mosse finali
- Canadian Destroyer (Flip Piledriver)[1]
- Sharpshooter come Tributo a Bret Hart

### Soprannomi
- "The Canadian Destroyer"
- "Maple Leaf Muscle"
- "Little Petey Pump"[1]

### Wrestler assistiti
- Brad Martin[15]
- Jaime D[15]

## Titoli e riconoscimenti
Alliance Championship Wrestling
- ACW Junior Heavyweight Championship (1)

Border City Wrestling
- BCW Can-Am Tag Team Championship (1) - con Robert Roode
- BCW Can-Am Television Championship (1)

East Coast Wrestling Association
- Super 8 Tournament (2005)

Elite Wrestling Revolution
- EWR Heavyweight Championship (2)

Power Wrestling Alliance
- PWA Cruiserweight Championship

Independent Wrestling Association Mid-South
- IWA Mid-South Heavyweight Championship (1)

NWA Upstate
- NWA Upstate No Limits Championship (1)

Storm Championship Wrestling
- SCW Light Heavyweight Championship (1)

Total Nonstop Action Wrestling
- TNA X Division Championship (2)
- "Finisher of the Year" (2004)
- "Finisher of the Year" (2005)
- "Finisher of the Year" (2006)

Pro Wrestling Illustrated
- 23º tra i 500 migliori wrestler singoli nella PWI 500 (2005)
- 86º tra i 500 migliori wrestler singoli nella PWI 500 (2006)
- 93º tra i 500 migliori wrestler singoli nella PWI 500 (2007)
- 48º tra i 500 migliori wrestler singoli nella PWI 500 (2008)
- 102º tra i 500 migliori wrestler singoli nella PWI 500 (2009)
- 186º tra i 500 migliori wrestler singoli nella PWI 500 (2010)
- 264º tra i 500 migliori wrestler singoli nella PWI 500 (2011)
- 235º tra i 500 migliori wrestler singoli nella PWI 500 (2012)
- 260º tra i 500 migliori wrestler singoli nella PWI 500 (2013)